# Aleksandar Mraović
Aleksandar Mraović (* 24. Februar 1997 in Wien) ist ein österreichischer Boxer im Schwergewicht.

## Amateurkarriere
Aleksandar Mraović wurde in Wien geboren und lebte dort bis 2005, ehe er mit seiner Familie nach Bosnien übersiedelte. Seit 2009 lebt er wieder in Wien, absolvierte die Hauptschule und anschließend eine Fachmittelschule. Danach wechselte er auf die Handelsschule.
Mit dem Boxen begann er 2012, seinen ersten Kampf bestritt er im April 2013. Im November 2013 wurde er bereits Österreichischer Juniorenmeister. Mit nur sechs Kämpfen Erfahrung nahm er anschließend an den Junioren-Europameisterschaften in Anapa teil und gewann eine Bronzemedaille im Schwergewicht. 2014 wurde er Österreichischer Jugendmeister und startete bei den Jugend-Weltmeisterschaften 2014 in Sofia, wo er das Achtelfinale erreichte. Bei den Jugend-Europameisterschaften im Oktober 2014 in Zagreb gewann er eine Bronzemedaille im Superschwergewicht. Nachdem er 2015 erneut Österreichischer Jugendmeister geworden war, gewann er im November 2015 zudem eine Bronzemedaille im Schwergewicht bei den Jugend-Europameisterschaften in Kołobrzeg.
2016 gewann er den Österreichischen Staatsmeistertitel im Superschwergewicht. Im März 2017 startete er bei den U22-Europameisterschaften im rumänischen Brăila und erreichte gegen Stanley Koemans aus den Niederlanden (4:1), Kamil Bodzioch aus Polen (5:0) und Aziz Mouhiidine aus Italien (K. o.) das Finale des Superschwergewichts, wo er nach Punkten gegen Peter Kadiru aus Deutschland (1:4) unterlag und die Silbermedaille gewann. Zudem wurde Kadiru in der ersten Runde angezählt.
Bei den Europameisterschaften 2017 in Charkiw schied er im Achtelfinale umstritten mit 2:3 gegen Alexei Zavatin aus. Bei den U22-Europameisterschaften 2018 in Târgu Jiu verlor er diesmal im ersten Kampf gegen Aziz Mouhiidine (1:4). Bei den Weltmeisterschaften 2019 in Jekaterinburg schied er gegen den Armenier Gurgen Hovhannisyan und bei den Weltmeisterschaften 2021 in Belgrad gegen Sharifi Toufan aus.

### WSB
Als erster Österreicher nahm er am 20. April 2017 an der World Series of Boxing (WSB) teil und kämpfte für das französische Team France Fighting Roosters. Dabei unterlag er nach Punkten gegen den italienischen Olympiateilnehmer von 2016, Guido Vianello.

### Auswahl internationaler Turnierergebnisse
- März 2014: 2. Platz Dan Pozniak Cup in Litauen
- November 2014: 1. Platz Július Torma Turnier in Tschechien
- März 2015: 1. Platz Dan Pozniak Cup in Litauen
- Juli 2015: 1. Platz beim Golden Glove Turnier in Serbien
- September 2015: 3. Platz Brandenburg Cup in Deutschland
- Mai 2016: 3. Platz Ústí nad Labem Grand Prix in Tschechien
- September 2016: 2. Platz Chemnitz Cup in Deutschland
- April 2017: 2. Platz Belgrad Winner Turnier in Serbien
- März 2018: 1. Platz Bosnien Cup

## Profikarriere
Im Juni 2020 unterschrieb er einen Profivertrag beim irischen Promoter „Nowhere2Hyde Management“ von Gary Hyde.